# Jefferson Cepeda
Jefferson Alveiro Cepeda Hernández (Playón de San Francisco, Sucumbíos, 2 de marzo de 1996) es un ciclista profesional ecuatoriano. Desde 2025 corre para el equipo Movistar Team.
Es primo del también ciclista Alexander Cepeda.

## Palmarés
2016
- 1 etapa de la Vuelta a Río Grande del Sur

2017
- Campeonato de Ecuador Contrarreloj sub-23
- 1 etapa de la Vuelta a Guatemala

2018
- Prueba de ruta en los Juegos Suramericanos
- Campeonato de Ecuador Contrarreloj
- Campeonato de Ecuador en Ruta

2019 (como amateur)
- 1 etapa de la Vuelta a Mendoza (Argentina)[4]
- Campeonato Panamericano en Ruta
- Vuelta a Navarra, más 1 etapa
- 1 etapa de la Vuelta a Salamanca

2022
- 3.º en los Juegos Bolivarianos en Ruta

2023
- 2.º en el Campeonato de Ecuador Contrarreloj
- 2.º en el Campeonato de Ecuador en Ruta

2024
- 2.º en el Campeonato de Ecuador Contrarreloj
- 3.º en el Campeonato de Ecuador en Ruta
- Vuelta al Lago Qinghai
- 1 etapa del Tour de Limousin

2025
- Campeonato de Ecuador Contrarreloj

## Resultados en Grandes Vueltas y Campeonatos del Mundo
| Carrera         | Carrera         | 2015 | 2016 | 2017 | 2018 | 2019 | 2020  | 2021 | 2022 | 2023 | 2024 | 2025 |
| --------------- | --------------- | ---- | ---- | ---- | ---- | ---- | ----- | ---- | ---- | ---- | ---- | ---- |
|                 | Giro de Italia  | —    | —    | —    | —    | —    | —     | —    | —    | —    | —    | 34.º |
|                 | Tour de Francia | —    | —    | —    | —    | —    | —     | —    | —    | —    | —    | —    |
|                 | Vuelta a España | —    | —    | —    | —    | —    | 116.º | 32.º | —    | Ab.  | —    | —    |
| Mundial en Ruta | Mundial en Ruta | —    | —    | —    | —    | Ab.  | Ab.   | —    | —    | —    | ―    | —    |

—: no participa

Ab.: abandono